# Вахидов, Эльчин Анвер оглы
Эльчи́н Анве́р оглы́ Вахи́дов (род. 17 апреля 1993, Новосибирск, Россия) — российский кандидат в космонавты-испытатели отряда ФГБУ «НИИ ЦПК имени Ю. А. Гагарина» (4-й открытый набор космонавтов Роскосмоса), до поступления в отряд космонавтов проходил службу старшим инженером 109 военного представительства Министерства обороны РФ, капитан-лейтенант.
Опыта космических полётов не имеет.

## Биография
Родился 17 апреля 1993 года в Новосибирске. В 2009 году окончил среднюю школу в Северодвинске и поступил в Санкт-Петербургский государственный морской технический университет, который окончил в 2014 году по специальности «Судовые энергетические установки» с присвоением квалификации «Морской инженер». В том же году прошёл обучение по программе военной подготовки кадрового офицера.
С сентября 2014 года служил инженером, затем старшим инженером в 109 военном представительстве Министерства обороны РФ в городе Вилючинске Камчатского края, капитан-лейтенант.

## Космическая подготовка
В августе 2023 года подал заявление на участие в 4-м открытом наборе космонавтов Роскосмоса, успешно прошёл все этапы отбора, включающие в себя профотбор, проверку физической подготовки, медицинское и психологическое обследование. 21 февраля 2024 года получил заключение Главной медицинской комиссии о годности к специальным тренировкам. 27 мая 2024 года решением Межведомственной комиссии стал одним из четырёх победителей конкурса по открытому набору в отряд космонавтов и был рекомендован к назначению на должность кандидата в космонавты-испытатели отряда «Роскосмоса». 2 сентября 2024 года приступил к двухлетней общекосмической подготовке.

## Увлечения
Увлекается хоккеем. Участвовал в чемпионатах, турнирах среди военнослужащих. Выступал за команду «Океан» подводных сил Тихоокеанского флота по хоккею, состоял в ночной лиге. Занимается катанием на сноуборде, вейкборде, джипингом. Увлекается программированием на языке Swift (разработка мобильных приложений), профессиональным монтажом видеороликов.

## Награды
- Медаль «Адмирал Флота Советского Союза С. Г. Горшков»